# Michael Collins (líder irlandés)
Michael John Collins (en irlandés: Mícheál Eoin Ó Coileáin; 16 de octubre de 1890-22 de agosto de 1922) fue un líder revolucionario irlandés. Sirvió como ministro de finanzas de la República Irlandesa, fue director de Inteligencia del IRA y miembro de la delegación irlandesa que negoció el Tratado anglo-irlandés, siendo también Presidente del Gobierno Provisional y Comandante en Jefe del Ejército Nacional.
Fue asesinado el 22 de agosto de 1922 durante la guerra civil irlandesa. Muchos partidos políticos irlandeses lo honran, siendo los miembros y partidarios del Fine Gael quienes mantienen un particular respeto por su memoria.

## Infancia y juventud
Michael John "Mick" Collins nació en Sam's Cross, cerca de Clonakilty, en el condado irlandés de Cork. Aunque muchas biografías datan su fecha de nacimiento en el 16 de octubre de 1890, en su epitafio está señalada como fecha de su nacimiento el 12 de octubre de 1890.
Su familia tuvo ciertos títulos nobiliarios como "señores de Uí Chonaill", cerca de Limerick, pero como otros muchos irlandeses, habían sido desposeídos de los mismos y relegados al estatus de simples granjeros. Con todo, la prosperidad de su granja los hizo vivir más cómodamente que la mayoría de los granjeros irlandeses de finales del siglo XIX. Durante ese relativo bienestar, nació Michael Collins. La hermana mayor de Michael (conocida como hermana María Celestina) era enfermera y trabajó como maestra de escuela en Londres.
El padre de Michael, que también se llamaba Michael, llegó a ser miembro de la Hermandad Republicana Irlandesa (IRB) cuando era joven, pero lo dejó debido a sus obligaciones en la granja. El viejo Michael Collins tenía sesenta años cuando se casó con Marianne O'Brien, quien entonces tenía veintitrés. La pareja tuvo ocho hijos, incluido Michael Collins. El ya anciano padre murió cuando Michael era solo un niño de seis años.
Desde pequeño, Michael Collins se mostró como un niño brillante y precoz, con un fuerte temperamento y una apasionada simpatía por el nacionalismo irlandés, estimulado por el herrero local, James Santry, y más tarde en la Escuela Nacional de Lisavaird, por el rector Denis Lyons, un miembro de Hermandad Republicana Irlandesa (IRB) (una organización de la que Collins luego sería líder). Collins era alto, deportista, algo que no ensombreció su desarrollo intelectual o sus extraordinarios instintos.
Después de dejar la escuela cuando tenía quince años, Michael siguió los pasos de muchos irlandeses, especialmente de la zona de Clonakilty, y se mudó a Londres, donde trabajó como cartero desde el mes de julio de 1906. Durante sus años en Londres vivió con su hermana Johanna (“Hannie”).
Se afilió a la asociación local Atlética Gaélica y a través de esta, a la Hermandad Republicana Irlandesa, una organización secreta que promovía la independencia de Irlanda. Sam Maguire, un protestante republicano de Dunmanway (en el condado de Cork), introdujo a un joven Michael Collins de diecinueve años en la IRB, organización donde con el paso del tiempo desempeñaría un papel fundamental.

## Levantamiento de Pascua
La primera actuación de Michael Collins tuvo lugar durante el Alzamiento de Pascua de 1916. Inteligente y hábil organizador, enseguida fue nombrado consejero financiero del Conde Plunkett, padre de Joseph Plunkett, del que acabaría convirtiéndose en ayudante de campo durante el alzamiento.
Cuando se inició el levantamiento el lunes de Pascua de 1916, Michael luchó junto a Patrick Pearse y otros líderes republicanos en la Oficina de Correos de Dublín, en lo que fue un total desastre desde el punto de vista militar. Mientras algunos celebraban que el levantamiento se hubiera producido, siguiendo la doctrina de Pearse del "sacrificio de sangre" (esperando que la muerte de los rebeldes inspirara nuevos levantamientos), Collins criticaba la toma de posiciones indefendibles y muy vulnerables, como St. Stephen's Green, de las que era imposible escapar y que eran muy difíciles de abastecer. Durante la guerra de la independencia se aseguró de evitar ese tipo de posiciones, llevando a cabo una guerra de guerrillas contra los británicos, minimizando pérdidas y maximizando resultados.
Collins, al igual que otros muchos participantes en el Alzamiento, fue arrestado, llegando a estar a punto de ser ejecutado, aunque finalmente fue enviado al campo de prisioneros de Frongoch, en Gales. Cuando se concedió la amnistía general a los rebeldes, Collins se había convertido en una de las figuras capitales del Sinn Féin, un pequeño partido nacionalista al que el Gobierno británico y la prensa local irlandesa habían culpado del levantamiento. En octubre de 1917, Collins se había convertido en miembro de la ejecutiva del partido y asumido el cargo de director de organización del IRA; Éamon de Valera era el presidente de ambas organizaciones.

## Primer parlamento irlandés

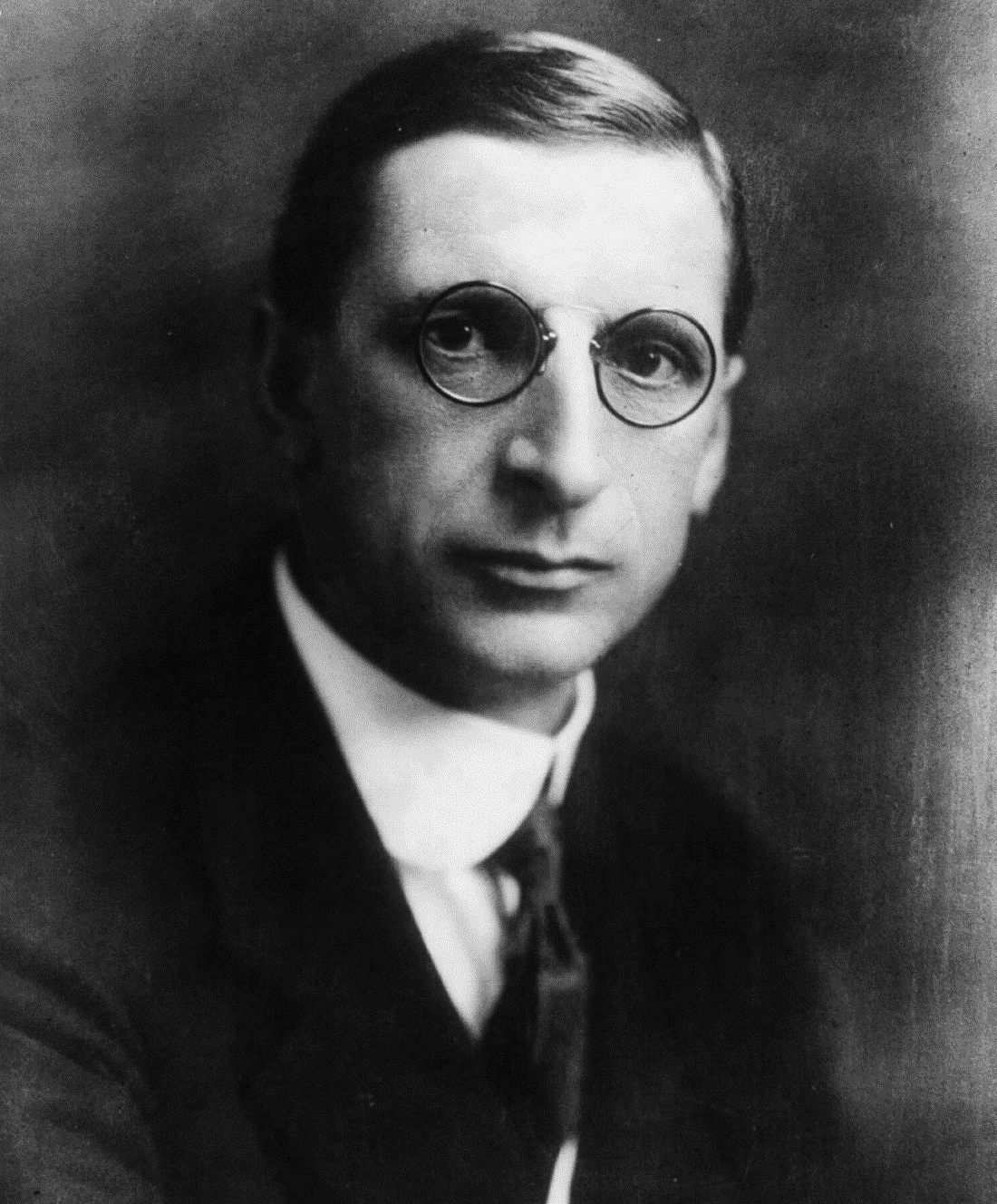
Éamon de Valera.

Como todos los miembros veteranos del Sinn Féin, Michael fue elegido en las elecciones generales de 1918 en el Reino Unido
para representar a Irlanda en la Cámara de los Comunes. Collins ganó el escaño de diputado por Cork Sur pero, a diferencia de sus rivales del Partido Parlamentario Irlandés, los miembros de Sinn Féin habían anunciado que no ocuparían sus asientos en el Palacio de Westminster, sino que se reunirían en un Parlamento irlandés en Dublín.

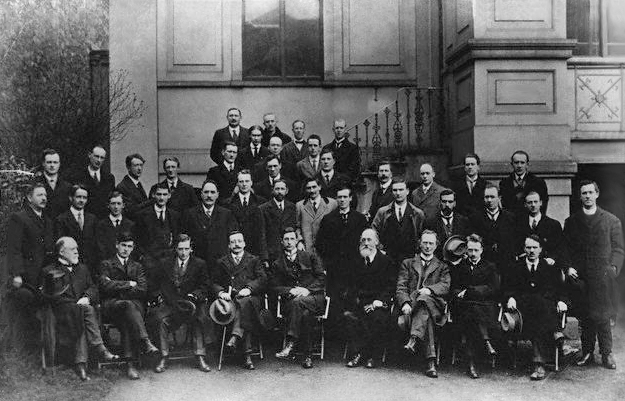
Foto de la primera Asamblea de Irlanda (Dáil Éireann) en Mansion House, el 10 de abril de 1919. En la primera fila, de izquierda a derecha: Laurence Ginnell, Michael Collins, Cathal Brugha, Arthur Griffith, Éamon de Valera, Count Plunkett, Eoin MacNeill, William Thomas Cosgrave y Ernest Blythe.

El nuevo parlamento, llamado Dáil Éireann (Asamblea de Irlanda) se reunió en la dublinesa Mansion House en enero de 1919, aunque Éamon de Valera y otros miembros del Sinn Féin se encontraban presos. Collins, avisado por su servicio de inteligencia, había advertido a sus colegas de la posibilidad de un arresto, pero De Valera y otros líderes consideraban que esos arrestos serían buena propaganda. En ausencia de Éamon de Valera, Cathal Brugha fue elegido Taoiseach (primer ministro), siendo reemplazado por De Valera cuando Collins le ayudó a escapar de la Prisión de Lincoln en abril de 1919.
En 1919 Collins ostentaba varios cargos. En verano de ese mismo año fue elegido presidente de la IRB (lo que le convertía, según la doctrina de la organización, en Presidente de iure de la República Irlandesa). En septiembre fue nombrado Director de Inteligencia del (IRA), el antiguo cuerpo de Voluntarios Irlandeses. La guerra de la independencia comenzó el 21 de enero de 1919, coincidiendo con la primera reunión del Dáil Éireann, cuando una partida del IRA comandada por Seán Treacy atacó por cuenta propia una patrulla de la Royal Irish Constabulary (Real Policía Irlandesa) que escoltaba un cargamento de gelignita en el condado de Tipperary. Dos policías resultaron muertos y la emboscada está considerada como la primera acción de la Guerra de la Independencia irlandesa.

## Ministro de Finanzas
En 1919 el ya bastante atareado Collins fue nombrado por De Valera como Ministro de Finanzas.

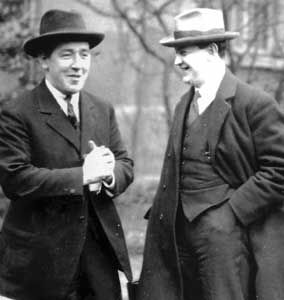
Harry Boland y Michael Collins.

Dadas las circunstancias, los cargos ministeriales existían sólo sobre el papel. Sin embargo, Collins fue capaz de organizar una emisión de bonos con carácter de "préstamo nacional" para financiar a la nueva República Irlandesa. La URSS, que estaba inmersa en su propia guerra civil, ordenó a Ludwig Martens, jefe de la joven diplomacia soviética en Nueva York, la compra de los títulos emitidos por la República Irlandesa a través de Harry Boland, ofreciendo algunas de las joyas de la corona rusa como contrapartida. Dichas joyas permanecieron a salvo en Dublín hasta que fueron encontradas por casualidad en los años 30.
Igualmente, Collins creó un cuerpo especial llamado "Los Doce Apóstoles", especialmente preparado para eliminar agentes británicos, y se hizo cargo del gobierno de la República durante la estancia de Éamon de Valera en Estados Unidos.
Michael Collins y Richard Mulcahy fueron los dos principales organizadores del IRA. Con frecuencia se habla de Collins como el director de las "comandos itinerantes" durante la Guerra de la Independencia, aunque sugerir que lo hizo sin ayuda sería falso. Tuvo un papel prominente en la formación de estos comandos, pero el principal organizador habría sido Dick McKee, más tarde ejecutado por los británicos en represalia por el Domingo Sangriento de 1920. Además, un importante nivel de actividad del IRA fue desarrollándose bajo la iniciativa de sus líderes locales, siguiendo tácticas y estrategias desarrolladas por Collins y Mulcahy.
En 1920 el Gobierno británico ofreció una recompensa de diez mil libras esterlinas por cualquier información que llevara a la captura o muerte de Michael Collins. Su fama había trascendido en el seno del IRA y era apodado como "The Big Fellow" (el grandullón).
Entre otros líderes nacionales, se enemistó especialmente con Cathal Brugha, Ministro de la Guerra, ya que el puesto de Jefe de Inteligencia de Collins hacía que ambos chocaran continuamente. También se deterioraron paulatinamente sus relaciones con el presidente del Dáil Éireann, Éamon de Valera.
Tras la tregua de julio de 1921, se acordó celebrar una conferencia entre el Gobierno británico y los líderes de la aún no reconocida República Irlandesa. Aparte de la URSS, ningún otro estado soberano había reconocido diplomáticamente a Irlanda, pese a las actuaciones de los grupos de presión irlandeses en Estados Unidos, auspiciadas por Éamon de Valera y otros irlandeses-americanos, así como a los intentos de conseguir que hubiera representantes de la República irlandesa en la Conferencia de Versalles de 1919.
En agosto de 1921 Éamon de Valera hizo que el Dáil Éireann extendiera su cargo de primer ministro a presidente de la República Irlandesa, lo que le convertía en jefe de Estado y le igualaba a Jorge V en las negociaciones. Finalmente anunció que ya que el monarca británico no asistiría a las reuniones él tampoco.

## Tratado Anglo-irlandés
Así las cosas, Éamon de Valera decidió nombrar una delegación encabezada por Arthur Griffith y Michael Collins para llevar a cabo las negociaciones. Collins protestó ante esta decisión: en primer lugar, porque no se consideraba un hombre de estado y, en segundo lugar porque, si participaba en las negociaciones, sería reconocido por los ingleses, lo que mermaría su efectividad como jefe militar si se reiniciaban las hostilidades. Collins sabía que el tratado, en particular la cuestión de la partición, no sería bien recibido por el pueblo irlandés. Al firmar el tratado comentó: "He firmado mi propia sentencia de muerte".
Las negociaciones concluyeron con la firma del Tratado Anglo-Irlandés el 6 de diciembre de 1921, que abrían la puerta a un nuevo estado, llamado "Estado Libre Irlandés", traducción literal del término Saorstát Éireann', que figuraba en los encabezados de las cartas de De Valera. El Estado Libre Irlandés se estableció formalmente en diciembre de 1922.
El tratado ofrecía la posibilidad de crear un Estado irlandés que abarcase toda la isla, dependiendo de la decisión de seis condados del Úlster que podrían optar por permanecer en el Reino Unido, lo que de hecho hicieron. Si esto sucediera, una comisión tendría que redibujar las fronteras irlandesas. Collins esperaba que estas nuevas fronteras redujeran tanto la extensión de Irlanda del Norte que hicieran económicamente inviable esta separación.
El nuevo estado sería un dominio, con un parlamento bicameral y el poder ejecutivo en manos del rey, aunque ejercido por un gobierno irlandés elegido por la cámara baja, llamada Dáil Éireann (traducido como "Cámara de Diputados"). Esto excedía, con mucho, cualquier forma de independencia soñada por Charles Stewart Parnell y el Partido Parlamentario Irlandés.
Los republicanos consideraban que los negociadores se habían vendido, reemplazando la República por un estatus de dominio dentro del Imperio Británico, y teniendo que jurar lealtad al rey, según se denunciaba. Sin embargo, el juramento se realizaba en primer lugar al Estado Libre y, sólo subsidiariamente, al rey como parte de las condiciones del Tratado, pero nunca al rey exclusivamente.
El Sinn Féin se dividió en torno a la cuestión y el Dáil Éireann fue el escenario de amargos y duros debates durante diez días hasta que, finalmente, el tratado fue aprobado por sesenta y cuatro votos contra cincuenta y siete. Durante el proceso, Cathal Brugha remarcó que Michael Collins no era un militar experto, aunque los periódicos le describieran como "el hombre que ganó la guerra". Éamon de Valera se unió a la facción anti-tratado, negándose a hacer cualquier tipo de concesión a los británicos.

## Gobierno provisional
La firma del Tratado fue objeto de gran controversia en todo el país. En primer lugar, Éamon de Valera, Presidente de la República hasta el 9 de enero, se mostraba descontento ante el hecho de que Collins hubiera firmado el acuerdo sin su autorización. En segundo lugar, los términos del acuerdo no habían gustado a todo el mundo. Éamon de Valera y otros muchos líderes republicanos se negaban a aceptar el estatus de Irlanda como dominio del Imperio británico y a tener que prestar juramento ante el Rey de Inglaterra como consecuencia. También fue motivo de disputa el hecho de que el Reino Unido mantuviese el control de algunos puertos en la costa sur de la isla para el abastecimiento de la Royal Navy. Estas dos condiciones conferían al Reino Unido cierto poder sobre la política exterior irlandesa. Casi la mitad de los miembros del Dáil Éireann votaron en contra del tratado que se aprobó el 7 de enero por un estrecho margen de sesenta y cuatro votos contra cincuenta y siete. Por si esto fuera poco, una parte importante del IRA se opuso al tratado, lo que abría la puerta a una posible guerra civil.
Según la Constitución de 1919, el Dáil Éireann continuaba existiendo. Éamon de Valera dimitió y trató de lograr la reelección, en un esfuerzo por destruir el recién aprobado acuerdo, pero Arthur Griffith consiguió desbancarle tras la ajustada votación del 9 de enero. Sin embargo, este gobierno no tenía existencia legal según la Constitución del Reino Unido, por lo que paralelamente se formó otro gobierno que respondía al nombre de Cámara de los Comunes de Irlanda del Sur.
El nuevo Gobierno Provisional (Rialtas Sealadach na hÉireann) estaba presidido por Collins, que conservó igualmente su puesto como Ministro de Finanzas. La complejidad del asunto se puede observar en el proceso de toma de posesión del cargo de Presidente:
- Según la teoría legal británica, era el primer ministro, nombrado por la Corona haciendo uso de sus prerrogativas. Para ocupar su cargo, tuvo que entrevistarse formalmente con el lord teniente de Irlanda, el Vizconde de Fitzalan, cabeza de la administración británica en Irlanda.

- Desde la óptica republicana Collins se reunió con Fitzalan para recibir el Castillo de Dublín, sede del gobierno británico en Irlanda. Una vez hecho esto, Fitzalan seguiría ocupando el cargo de Virrey de Irlanda hasta diciembre de 1922.

- Según la teoría constitucional británica, se reunió con Fitzalan para proceder al "besamanos" (el nombre formal para designar la toma de posesión de un ministro), el hecho en sí de reunirse, más que la firma de cualquier documento, instalaba propiamente a Collins en el puesto.

En su biografía de Michael Collins, Tim Pat Coogan recordaba que, cuando Fitzalan reprochó a Collins el haber llegado siete minutos tarde a la ceremonia del 16 de junio, Collins replicó: "Nosotros hemos estado esperando más de setecientos años, ustedes pueden quedarse esperando siete minutos". Lo mismo se dice que ocurrió cuando Mulcahy tomó posesión de las barracas de Beggars Bush, y puede que sea una creencia apócrifa.
Curiosamente, contemplando la situación con más detalle, la partición de Irlanda entre el Estado Libre Irlandés e Irlanda del Norte no fue tan controvertida. Una de las principales razones era que Michael Collins estaba planeando una guerra de guerrillas clandestina contra el estado del norte. Durante los primeros meses de 1922, había estado enviando unidades del IRA a la frontera y armas y dinero a las unidades que se encontraban destacadas dentro de Irlanda del Norte. Entre mayo y junio, junto con el general Liam Lynch, organizó una ofensiva a lo largo de la nueva frontera. Las armas británicas suministradas al Gobierno Provisional de Collins eran cambiadas por las armas de las unidades del IRA enviadas al Úlster. La ofensiva fue abortada oficialmente el 3 de junio por presiones británicas, y Collins tuvo que emitir una declaración en la que afirmaba que "ninguna fuerza del IRA de los veintiséis condados, ni las que estén bajo control oficial pro-tratado ni las vinculadas a la ejecutiva del IRA antitratado invadirán el área de los seis condados".". De todas formas, el IRA prosiguió sus acciones en la frontera, aunque con una intensidad mucho menor. Esta actividad fue interrumpida por el estallido de la guerra civil en el sur; si Collins hubiera estado ahí, probablemente se habría iniciado una guerra de guerrillas a gran escala contra Irlanda del Norte. Por ello, la mayoría de las unidades del IRA en el norte apoyaban a Collins, y quinientas veinticuatro de ellas se desplazaron al sur para unirse al Ejército irlandés durante la guerra civil.
En los meses que llevaron al estallido de la guerra civil en junio de 1922, Michael Collins trató por todos los medios de lograr la paz entre los grupos pro-tratado y anti-tratado, evitándose así la guerra civil. Éamon de Valera, que se había opuesto al tratado en el Dáil Éireann, abandonó la asamblea junto a sus partidarios. Collins pactó con De Valera para presentarse juntos a las primeras elecciones del Estado Libre y organizar un gobierno de coalición.
Collins proponía elaborar una Constitución republicana, sin mencionar al monarca británico y sin repudiar el tratado, de forma que fuera aceptable para todo el mundo, incluso para los republicanos más intransigentes. Para recuperar la unidad militar, creó un "Comité de Reunificación del Ejército" con delegados provenientes de las facciones pro-tratado y anti-tratado. Hizo uso de su posición como Presidente de la IRB para convencer a los oficiales del IRA de aceptar el tratado. De todas formas, los británicos vetaron la Constitución republicana propuesta bajo amenaza de bloqueo, argumentando que ellos habían firmado y ratificado el tratado de buena fe, y que sus términos no podían cambiarse tan rápidamente. En ese momento, la mayoría de las tropas británicas habían sido retiradas del suelo irlandés, pero varios miles de soldados todavía permanecían en el Estado Libre. Collins fue incapaz de convencer a la facción anti-tratado, cuya ejecutiva militar decidió en marzo de 1922 apartarse de las directrices del Dáil Éireann.

## Guerra civil

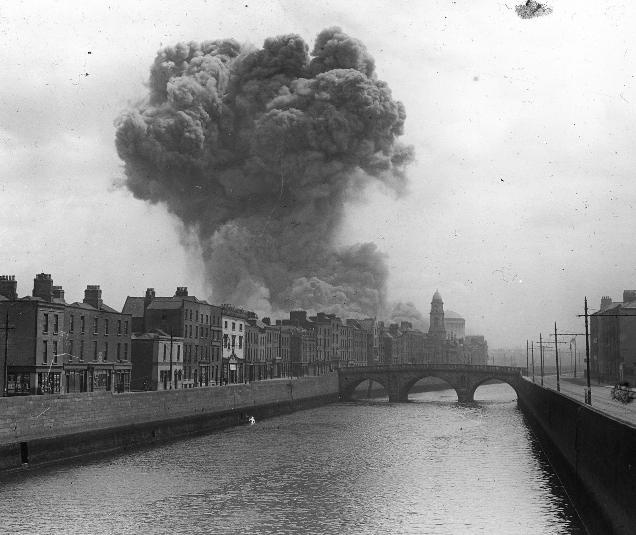
Michael Collins dio la orden de bombardear Four Courts con proyectiles de artillería. El edificio había sido tomado por las fuerzas anti-tratado del IRA el 14 de abril de 1922. Bombardeada por las fuerzas del Ejército nacional el 28 y 29 de junio, una gran explosión de las municiones almacenadas destruyó la Oficina de Registros Públicos el 30 de junio, y con ella una enorme porción de la memoria cultural de Irlanda. Este hecho desencadenó la guerra civil irlandesa.

El 14 de abril de 1922, un grupo de doscientos hombres de la facción anti-tratado del IRA ocuparon la zona de Four Courts, en Dublín, en un gesto de claro desafío al Gobierno Provisional del Estado Libre Irlandés. Collins, que quería evitar la guerra civil a toda costa, no los atacó hasta junio, a la espera de conocer el resultado de las elecciones generales de 1922, en las que el Sinn Féin resultó vencedor. La presión británica también le obligó a actuar. El 22 de junio de 1922, Henry Wilson, mariscal de campo retirado del Ejército británico y consejero militar de la Administración Craig en el Úlster, fue tiroteado por dos miembros del IRA en Londres. Inicialmente se pensó que la acción había sido obra de los antitratadistas, y Winston Churchill comunicó a Collins que, si no resolvía el asunto de Four Courts, lo harían las tropas británicas.
Joe Dolan (miembro del "Escuadrón" durante la Guerra de Independencia y capitán del Ejército irlandés en 1922) dijo en los años 50 que había sido el propio Michael Collins el que ordenó el asesinato de Wilson como represalia por los ataques a católicos en el Úlster. Afirmó además, que Collins le había ordenado tratar de rescatar a los dos miembros del IRA antes de su ejecución. En cualquier caso, el asesinato de Wilson obligó a Collins a tomar cartas en el asunto de Four Courts, máxime cuando los hombres atrincherados secuestraron al general del gobierno provisional J.J. O'Connell. Tras un último intento de negociación, Michael Collins tomó prestadas dos piezas de artillería de dieciocho libras del Ejército británico y bombardeó Four Courts hasta lograr la rendición de los rebeldes.
Esta acción, conocida como la batalla de Dublín, marca el comienzo de la guerra civil irlandesa entre el IRA anti-tratado y las fuerzas del Gobierno Provisional. Bajo la supervisión de Collins, el Estado Libre tomó rápidamente el control de Dublín. En julio de 1922, las fuerzas anti-tratado controlaban la provincia de Munster y otras áreas del país. Éamon de Valera y otros detractores del tratado se alinearon con los rebeldes. A mediados de 1922, Collins dimitió de su puesto como Presidente del Gobierno Provisional para convertirse en Comandante en Jefe del Ejército irlandés, un ejército regular, estructurado y uniformado que se creó en torno al IRA pro-tratado
El ejército del Estado Libre estaba financiado y armado por los brítánicos, y sus filas se engrosaron rápidamente con veternos irlandeses del Ejército británico y jóvenes que no habían estado asociados con el IRA durante la guerra de la independencia. Collins, junto con Richard Mulcahy y Eoin O'Duffy decidieron lanzar una ofensiva marítima contra las áreas controladas por los republicanos que les permitió recuperar Munster y el oeste entre julio y agosto de 1922. Durante la ofensiva, Collins se desplazó a su Cork natal pese a la oposición de sus colegas y al hecho de sufrir dolores de estómago y depresión. Se dice que Collins comentó: "No me dispararían en mi propio condado"."
La cuestión de por qué Collins se puso en peligro visitando el sur del país cuando buena parte de él aún estaba en manos rebeldes ha sido frecuente objeto de debate. El historiador Michel Hopkinson sugiere que el propósito de Collins era celebrar una reunión con los líderes anti-tratado con vistas a poner fin a la guerra. En la ciudad de Cork se entrevistó con Sean Hegarty y Florrie O'Donnoghue, miembros neutrales del IRA, para contactar con los líderes republicanos Tom Barry y Tom Hales, con la intención de proponerles una tregua. Hopkinson afirma además que, aunque Éamon de Valera se encontraba en ese momento en West Cork: no hay evidencia alguna de que se fuera a celebrar un encuentro entre de Valera y Collins.
El diario personal de Michael Collins remarcaba su plan de paz. Los republicanos rebeldes debían aceptar el veredicto del pueblo sobre el tratado, pero podrían volver a casa sin armas. No pedimos que nadie abandone sus principios. Argumentaba que el Gobierno Provisional estaba defendiendo el derecho del pueblo y que continuaría haciéndolo. Queremos evitar la destrucción y la pérdida innecesaria de vidas humanas. ´No queremos mitigar su debilidad a través de la acción más allá de lo necesario. Pero si los rebeldes no aceptan estos términos, la sangre derramada a partir de hora caerá sobre ellos.

## Muerte

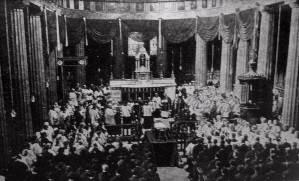
Funeral de Michael Collins en la Catedral de Santa María de Dublín (foto del funeral de Estado de un periódico de la época.)

La última fotografía conocida de Michael Collins vivo fue tomada durante su viaje a través de Bandon en la parte trasera de un vehículo del ejército. Aparece delante del White Hotel (ahora Munster Arms) el 22 de agosto de 1922.

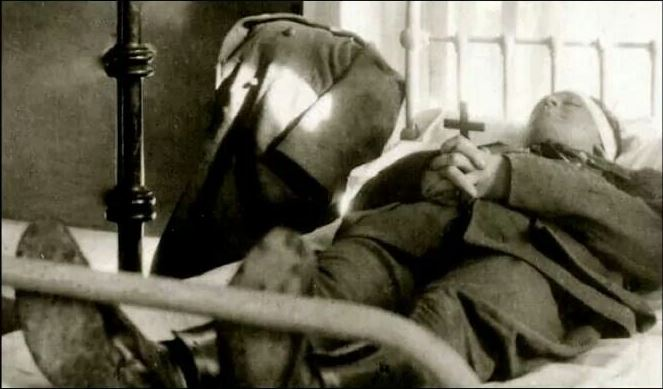
Cuerpo yacente de Michael Collins en el hospital, después de la emboscada en la localidad de Béal na mBláth en la que perdió la vida.

En la carretera a Bandon, en el pueblo de Béal na Bláth (en irlandés, "la boca de los flores"), la columna de Collins se detuvo para pedir direcciones. El hombre al que preguntaron, Dinny Long, formaba parte del IRA anti-tratado. Se preparó entonces una emboscada para el viaje de retorno del convoy de vuelta a la ciudad de Cork. Sabían que Collins regresaría por la misma ruta, ya que las otras carreteras entre Cork y Bandon habían sido bloqueadas por los rebeldes. Los emboscados, comandados según se dice por Liam Deasy, se había dispersado a las ocho de la tarde cuando Collins y sus hombres volvieron a pasar por Béal na mBlath, pero cinco miembros de la partida permanecían en el lugar y abrieron fuego sobre el convoy. Habían colocado una mina en el camino, que podía haber matado a mucha más gente; sin embargo, estaba desconectada en el momento en que empezó el tiroteo.
Collins resultó muerto en el tiroteo, que duró aproximadamente 20 minutos entre las 20:00 y las 20:20 horas. Fue el único muerto durante el ataque. Había dado la orden de detenerse y responder al fuego enemigo, en lugar de seguir conduciendo su coche o haberse pasado al vehículo blindado que les acompañaba, como su acompañante Emmet Dalton había recomendado. Resultó muerto al intercambiar disparos de rifle con los emboscados. Bajo la protección del vehículo blindado, el cuerpo de Michael Collins fue cargado en el coche de viaje y llevado a Cork. Collins tenía 31 años en el momento de su muerte, y estaba prometido con su novia Kitty Kiernan.
No hay consenso sobre quien realizó el disparo fatal. Los estudios más recientes sugieren que el disparo fue hecho por Denis ("Sonny") O'Neill, un miembro del IRA anti-tratado y antiguo tirador del Ejército británico que falleció en 1950. Esta teoría vendría avalada por las declaraciones de los participantes en la emboscada. O'Neill usaba munición dum-dum, que se desintegra al impactar y dejaría una herida en el cráneo de Collins. Se deshizo del resto de balas por miedo a las represalias del Ejército irlandés. Los hombres de Collins llevaron su cuerpo a Cork, desde donde embarcó hacia Dublín, ya que existía el temor a que el cuerpo de Collins fuera robado si el traslado se realizaba por carretera. Se instaló la capilla ardiente durante tres días en el Ayuntamiento de Dublín, donde miles de personas se acercaron a despedirle. Su funeral tuvo lugar en la Catedral de Santa María de Dublín, contando con la asistencia de numerosos dignatarios irlandeses y extranjeros.
La muerte de Collins dio lugar a numerosas teorías de conspiración en Irlanda, e incluso la identidad y móvil de los asesinos se han convertido en temas de debate. Algunos republicanos mantienen que Michael Collins fue asesinado por un agente británico. Algunos protratadistas afirman que fue Éamon de Valera el que ordenó el asesinato de Collins. Otros afirman que fue asesinado por uno de sus propios hombres, Jock McPeak, que se pasó al bando antitratadista unos meses después con un vehículo blindado. Meda Ryan, que ha investigado exhaustivamente el tema, concluye que no hay base real para esas teorías. "Michael Collins fue disparado por un rebelde, que dijo en la noche de la emboscada He matado a un hombre". Liam Deasy, que estaba al frente de la emboscada dijo "todos supimos que era la bala de Sonny Neill".

## Michael Collins en la cultura popular

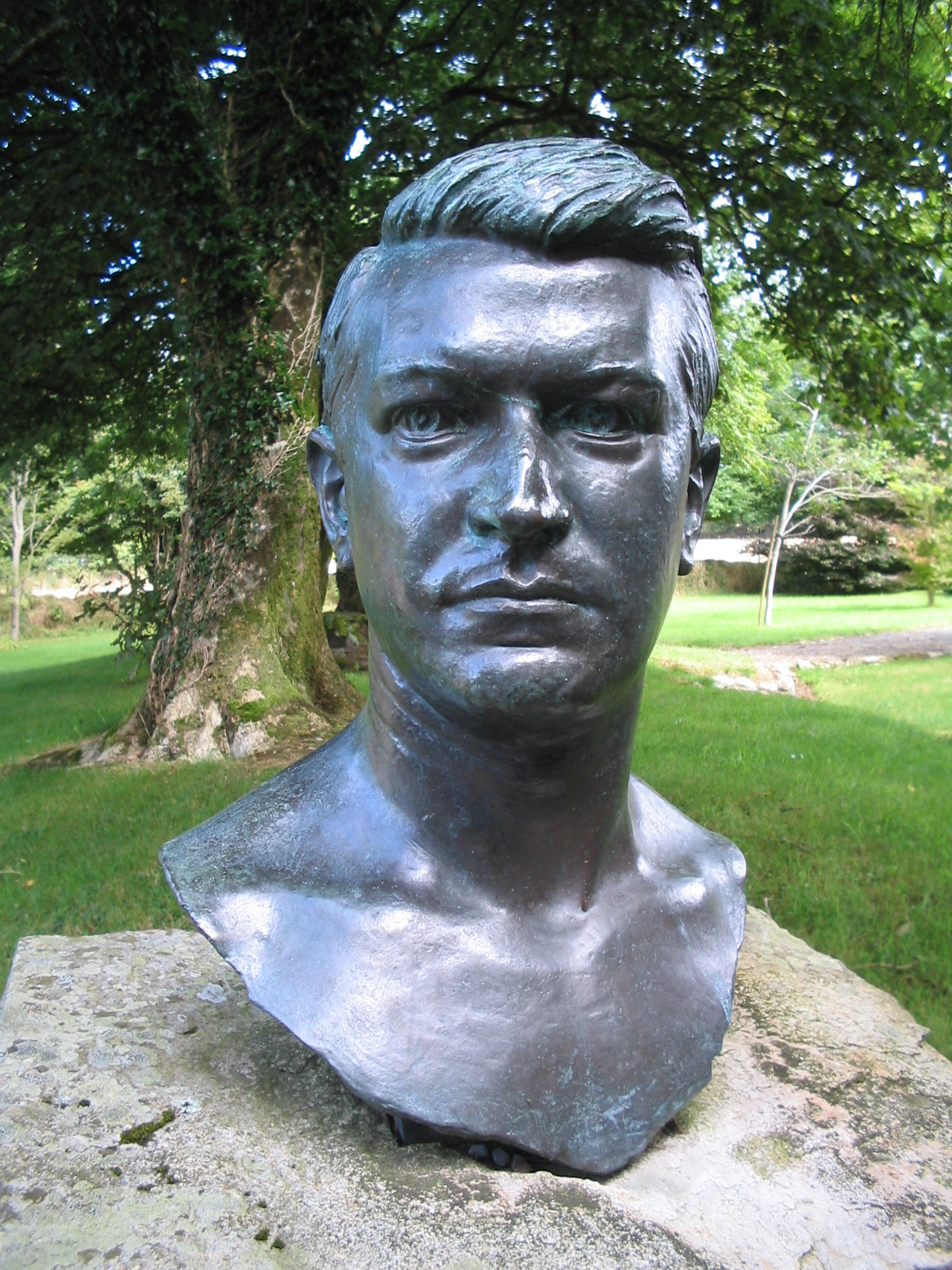
Busto que representa a Michael Collins, emplazado en su lugar de nacimiento.

- La película de 1936 Beloved Enemy, protagonizada por David Niven, es un relato novelado de la vida de Collins. A diferencia del auténtico Michael Collins, "Dennis Riordan", su alter ego en el film (interpretado por Brian Aherne) se recupera del tiroteo.

- Hang Up Your Brightest Colours, un documental británico realizado por Kenneth Griffith para la ITV en 1973, pero que no se llegó a emitir. Fue emitido por la BBC en Gales en 1993 y en el resto del Reino Unido el año siguiente.

- El documental dirigido por Colm Connolly para la RTÉ (la televisión pública de la República de Irlanda) titulado The Shadow of Béal na Bláth acerca de la muerte de Collins.

- En 1996, Neil Jordan dirige la película Michael Collins, protagonizada por Liam Neeson (como Michael Collins), Julia Roberts (como Kitty Kiernan) y Alan Rickman (como Éamon de Valera) en los papeles protagonistas. Aunque logró un gran éxito de crítica y público, los historiadores criticaron el film por su falta de precisión histórica.
- En 1999 el escritor Juan Antonio de Blas publicó Michael Collins: día de ira, en el que novela el día de su asesinato, narrado por el propio Michael Collins.
- En 2016 y 2019 los actores Sebastian Thommen y Gavin Drea interpretaron a Michael Collins en las miniseries Rebellion y Resistance, respectivamente.